# Apamea indela
Apamea indela là một loài bướm đêm trong họ Noctuidae.